# ОШ „Владимир Назор” Јањево
Основна школа „Владимир Назор” је образовна установа која обавља делатност основног образовања и васпитања у систему Републике Србије. Седиште основне школе налази се у Јањеву, општини Липљан на Косову и Метохији.

## Историјат
Школа у Јањеву постоји више од 150 година, а име које данас школа носи добила је 1962. године, када је преименована из Народна осмогодишња школа у Основна школа „Владимир Назор”.
Након завршетка рата на Косову и Метохији 1999. године и након повлачења српских безебедносних органа са Косова и Метохије, школа је запаљена и уништена и веома мали проценат старих докумената је сачуван. Од 2000. године школа је наставила са радом у другој згради, чија је изградња започета 1999. године од стране Републике Србије, али је завршена донацијама од стране Уједињених нација.
Основна школа „Владимир Назор” користи простор 1/3 нове зграде, док остале 2/3 користи Основна школа и средња нижа школа „Стефан Гечов” (алб. Shkolla Fillore dhe e Mesme e Ulët „Shtjefën Gjeçovi”) која функционише под ингиренцијама самопроглашених косовских органа власти на албанском језику.
Основна школа „Владимир Назор” броји 51 ученика, хрватске и ромске националности, рапоређених у 8 редовна одељења, од првог до осмог разреда и једна група у припремном предшколском програму. Школа је пре мартовског погрома 2004. године и рата на Косову и Метохији 1999. године имала око 2.000 ученика у матичној школи и три издвојена одељења.
У школи ради 26 радника од којих 18 наставника и 8 ванаставног особља.

### Просторни услови, опремљеност школе и наставна средства
Укупна површина свих објеката основне школе „Владимир Назор” у којима се изводи настава је 8000 m².
Школа има 9 учионица, 1 зборницу, спортску халу, санитарне просторије, спортске терене за мали фудбал, кошарку и одбојку, и двориште.
Учионице су општег типа, осунчане током дана и имају могућност проветравања природним путем. Током зимских месеци учионице се загревају централним грејањем на чврсто гориво (дрво и угаљ). Опремљене су у складу са нормативима клупа, столицама, таблама.
Зборница служи наставницима за припрему за наставу. С обзиром да у школи не постоји канцеларија за ваннаставно особље, наставници деле зборницу са директором и секретаром школе, шефом рачуноводтсва и библиотекаром. Зборница служи и као школски архив и библиотека, има рачунар и штампач.
Школска библиотека поседује фонд књига око 1500 наслова, углавном школске лектире, речника, енциклопедије и белетристике.
Спортска хала је опремљена потребним средствима за извођење наставе физичког и здравственог образовања.
Санитарне просторије се налазе у приземљу школе. Састоје се из два дела: дела за хигијену и негу и једним делом са нужником. Зидови и подови су прекривени керамичким плочицама. Све санитарне просторије имају могућност природног проветравања.
Опремљеност школе наставним средствима и училима опште намене износи око 80% од прописаног норматива, док је опремљеност за поједине наставне предмете мањи, у просеку износи око 50% норматива, а у млађим разредима, тај проценат је још нижи.
Имајући у виду и чињеницу да школа поседује нека наставна средства и дидактичке материјале који нису предвиђени одговарајућим нормативом, а врло функционално се користе у савременој настави, може се рећи да су збирни резултати већи од 60%.